# Định giá dựa vào cạnh tranh
‘’’ Định giá dựa vào cạnh tranh’’’ là một trong các phương pháp định giá được sử dụng phổ biến nhất trong quá trình quản trị doanh nghiệp, nhất là quản trị marketing, bán hàng, quản trị chiến lược.

## Hai phương pháp định giá dựa vào cạnh tranh
1. Định giá theo thời giá:

Khi định giá theo thời giá công ty căn cứ chủ yếu vào giá của đối thủ cạnh tranh, ít chú trọng đến phí tổn hay sức cầu.
Công ty có thể định giá bằng, cao hơn hay thấp hơn đối thủ cạnh tranh chính. Các công ty nhỏ thì làm theo hãng đứng đầu. việc định giá theo thời giá rất phổ biến, nơi nào mà độ co giãn của cầu khó đo lường được thì giá thịnh hành tiêu biểu cho trí khôn tập thể của cả ngành sẽ tạo ra được một mức doanh thu thỏa đáng. Định giá theo thời giá sẽ bảo toàn được sự hòa hợp của cả ngành.
1. Định giá đấu thầu.

Định giá dựa trên sự cạnh tranh cũng chi phối các xí nghiệp đấu thấu để nhận việc.
Công ty định giá dựa trên những đối thủ cạnh tranh. Công ty muốn giành được hợp đồng thì phải định giá thấp hơn các xí nghiệp khác. Công ty không thể định giá thấp hơn phí tổn mà không phương hại đến vị trí của mình. Nhưng càng định giá cao hơn phí tổn, cơ may đạt được hợp đồng của công ty càng ít đi.
Hệ quả thuần của hai sức kéo trái ngược nhau này có thể được miêu tả bằng thuật ngữ lợi nhuận dự kiến của một cuộc đấu thầu đặc thù nào đó. Sử dụng lợi nhuận dự kiến như một tiêu chuẩn để đề giá là điều có ý nghĩa đối với công ty lớn đang thực hiện nhiều cuộc đấu thầu.